# Couma utilis
Couma utilis, popularmente conhecido como sorvinha, sorva-pequena e sorveira, é uma árvore da família das apocináceas. Habita a floresta densa. Os frutos, chamados "sorvas", são bagas comestíveis do tamanho de cerejas, de cor castanha quando maduros. O látex é doce, podendo ser bebido e ser usado na produção de uma espécie de plástico natural chamado também "sorva".

## Etimologia
"Sorva" é originário do latim sorba.